# Wanderlaubsänger
Der Wanderlaubsänger (Phylloscopus borealis) ist eine nordische Singvogelart der Taiga und Waldtundra aus der Gattung der Laubsänger (Phylloscopus) in der Familie der Laubsängerartigen. Der Wanderlaubsänger ist ein ausgeprägter Zugvogel dessen Winterquartiere ausschließlich in Südostasien liegen. Der Wanderlaubsänger ist laut der IUCN nicht gefährdet (least concern).

## Merkmale

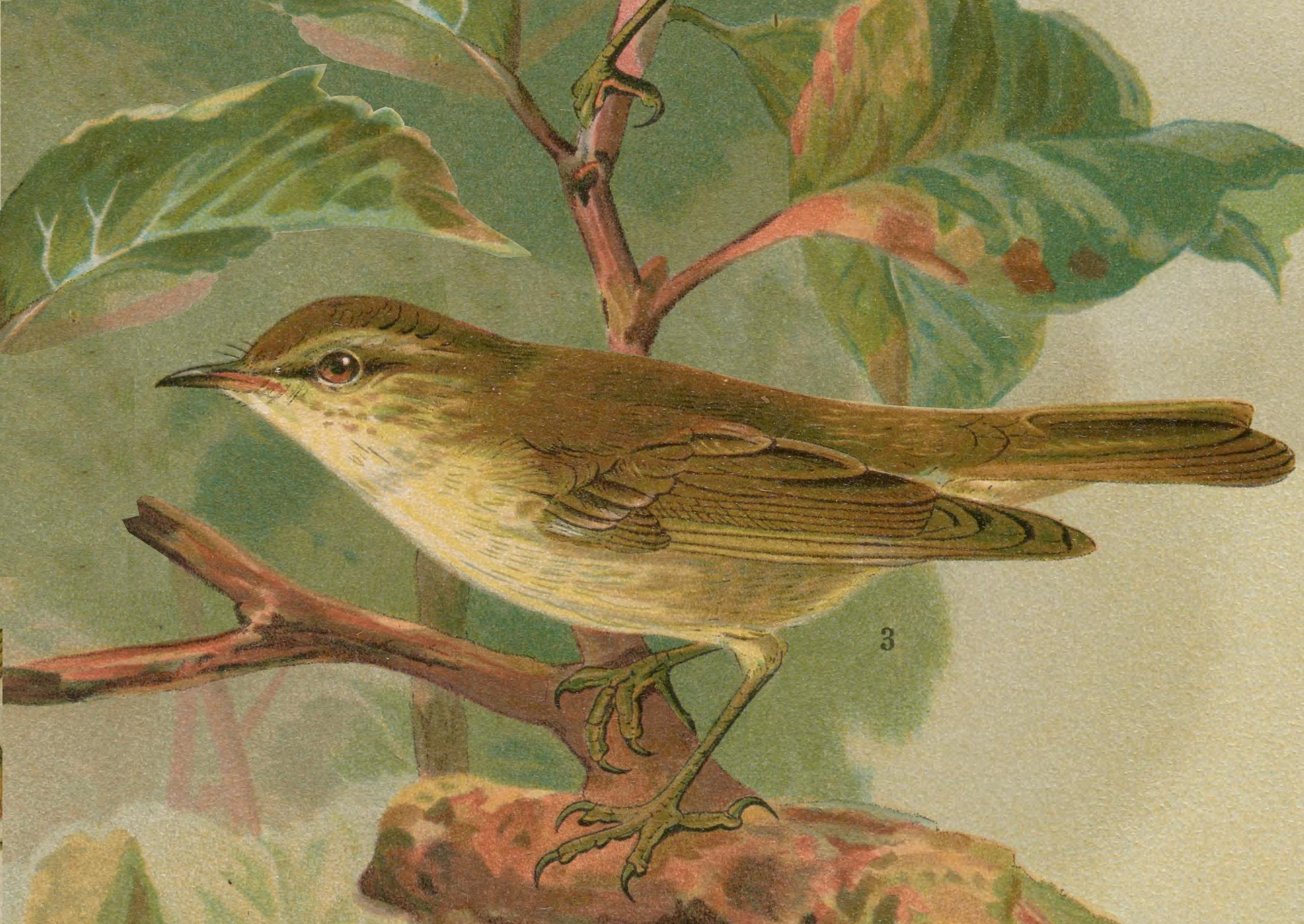
Wanderlaubsänger, Zeichnung von 1897

Der Wanderlaubsänger erreicht eine Körpergröße von etwa 12–13 cm und ein Gewicht von 7,5–15 g, im Durchschnitt etwa 10 g. Er zählt damit zu den größeren Laubsängern und hat eine ähnliche Größe wie der Waldlaubsänger. Im Aussehen ähnelt er dem Grünlaubsänger, mit dem sich sein Verbreitungsgebiet auch überschneidet. Sein Erscheinungsbild entspricht einem typischen Laubsänger, oben olivbraun und unten weißlich, mit einigen kleinen Streifen auf der Brust. Er verfügt außerdem über einen vergleichsweise starken Schnabel. Sein Gesang zeichnet sich durch schnelles Trillern aus.

## Verbreitung

Verbreitung des Wanderlaubsängers (Phylloscopus borealis):
Brutgebiete
Überwinterungsgebiete

Die Art ist in einem breiten Band verbreitet, das sich von Nordnorwegen durch die gesamte borealen Waldgebiete Eurasiens bis ins westliche Alaska erstreckt, und ist damit der einzige Laubsänger, der mit Alaska auch den Kontinent Amerika erreicht. Die südlichsten Vorkommen liegen in der nördlichen Mongolei, Nordostchina und eventuell in Nordkorea (dort fehlen verlässliche Daten).
Der natürliche Lebensraum des Wanderlaubsängers sind Nadel- und Birkenwälder sowie Strauchtundra. Die Art überwintert ausschließlich in Südostasien. Das Überwinterungsgebiet umfasst dabei das südöstlichste China, Indochina, den indonesischen Archipel und die Philippinen. Da selbst die europäischen und nordamerikanischen Populationen dort überwintern, gehört der Wanderlaubsänger zu den Laubsängern mit dem weitesten Zugweg (bis zu 13000 km einfache Strecke). Die Winterhabitate liegen dort in tropischen Wäldern.
In Westeuropa stellt dieser Singvogel eine Seltenheit dar. In den Niederlanden gab es zwischen 1935 und 1999 zehn bestätigte Sichtungen, in Deutschland noch weniger. Die meisten Nachweise (etwa 200) liegen von den Britischen Inseln vor.

## Nahrung
Wie viele andere Grasmückenartige ernährt sich diese Art von kleinen Insekten und anderen Wirbellosen. Den Hauptteil nehmen schwach chitinisierte Insekten wie Zuckmücken, Eintagsfliegen und Steinfliegen sowie Larven ein.

## Systematik
Die Art wurde früher in mehrere Unterarten unterteilt. Die Nominatform P. b. borealis bezog sich auf die in Nordeuropa, im nördlichen Sibirien und im Nordosten Chinas vorkommenden Populationen. Die Unterart P. b. kennicotti bezeichnete die im westlichen Alaska bewohnenden Populationen. Die genetische, gesangliche und morphologische Distanz dieser beiden Gruppen ist allerdings so gering, dass diese heute nicht mehr als verschiedenen Unterarten differenziert werden. Die früheren Unterarten P. b. examinandus, die Kamtschatka, Sachalin und Hokkaido besiedelt und P. b. xanthodryas, die das restliche Japan besiedelt, sind dagegen genetisch derart verschieden, dass sie zu den eigenständigen Arten Kamtschatkalaubsänger (Phylloscopus examinandus) und Japanlaubsänger (Phylloscopus xanthodryas) erhoben wurden. Der Wanderlaubsänger ist daher nach jetziger Systematik (2018) monotypisch.

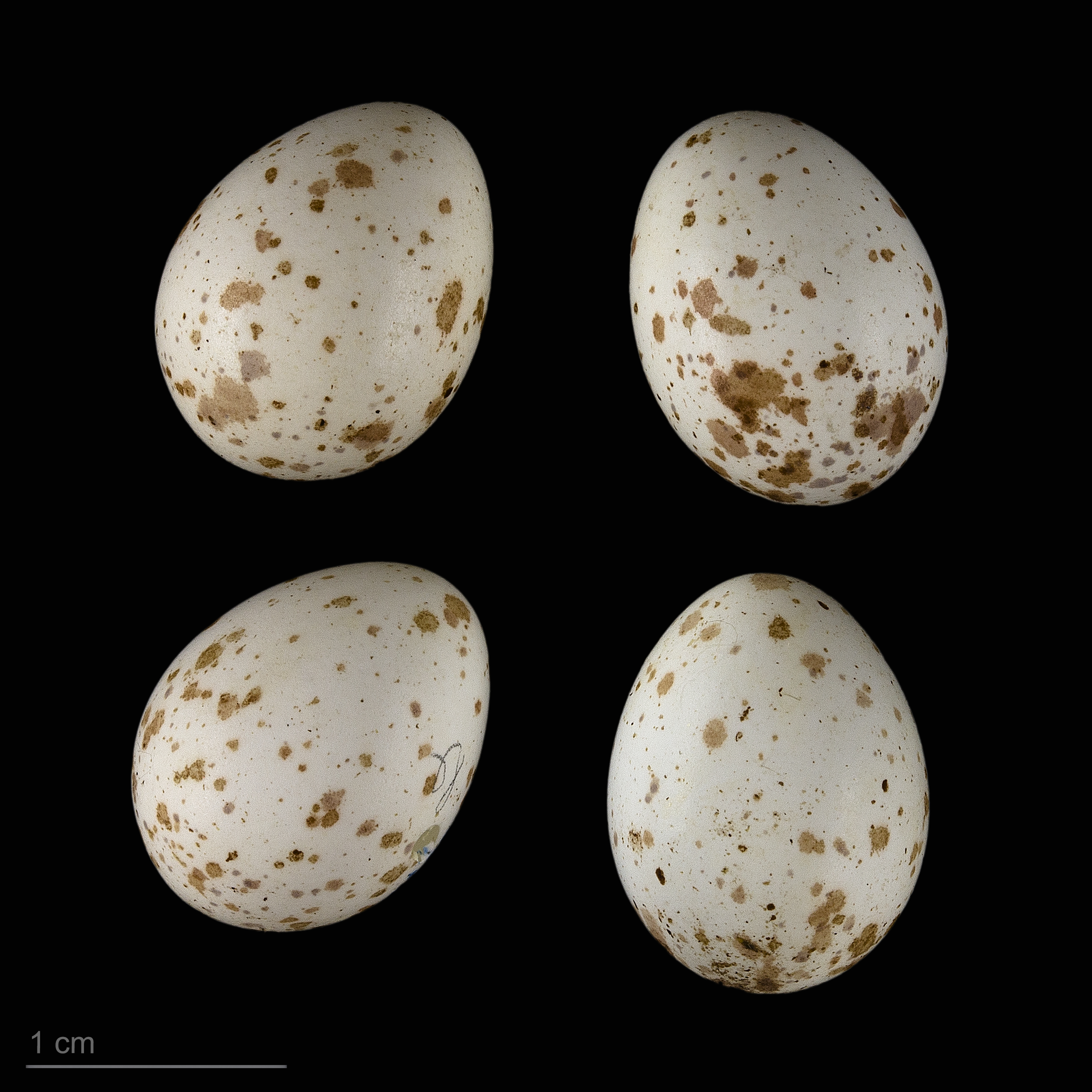
Phylloscopus borealis, Sammlung Museum von Toulouse